# Bozeat
Bozeat es un pueblo y una parroquia civil del distrito de Wellingborough, en el condado de Northamptonshire (Inglaterra).

## Demografía
Según el censo de 2001, Bozeat tenía 1941 habitantes (983 varones y 958 mujeres). 357 (18,39%) de ellos eran menores de 16 años, 1446 (74,5%) tenían entre 16 y 74, y 130 (7,11%) eran mayores de 74. La media de edad era de 40,31 años. De los 1576 habitantes de 16 o más años, 346 (21,95%) estaban solteros, 998 (63,32%) casados, y 240 (15,23%) divorciados o viudos. 1042 habitantes eran económicamente activos, 1008 de ellos (96,74%) empleados y otros 34 (3,26%) desempleados. Había 19 hogares sin ocupar, 801 con residentes y 3 eran alojamientos vacacionales o segundas residencias.
| 680                         | 754 | 754 | 812 | 845 | 714 | - | - | 921 | 1189 | 1273 | 1478 | 1145 | 1175 | - | 1088 | 1082 |
| (Fuente: Vision of Britain) |     |     |     |     |     |   |   |     |      |      |      |      |      |   |      |      |